# Bergwerk Ost
Das Bergwerk Ost war ein Steinkohlen-Bergwerk der Deutschen Steinkohle AG in Hamm, am östlichen Rand des Ruhrgebiets.

## Geschichte
Das Verbundbergwerk entstand 1998 durch Zusammenlegung der vormals eigenständigen Zechen „Haus Aden“ in Oberaden, „Monopol“ in Bergkamen und Heinrich-Robert in Hamm. Es gingen ein die Schächte Heinrich, Robert, Franz, Humbert, Lerche (ehemals Königsborn 7), Sandbochum, Haus Aden 1 und 2, Haus Aden 6 „Langern“, Haus Aden 7 „Romberg“, Victoria 1 und 2, Kurl 3, Grimberg 2, Grillo 1, Grillo 4 sowie Werne 3. Die meisten von ihnen wurden aber schon nach wenigen Jahren aufgegeben und verfüllt, da der Plan den Erhalt von nur sieben der insgesamt 17 Schächte vorsah. Auf dem Bergwerk waren zuletzt etwa 2000 Mitarbeiter beschäftigt (Stand Ende 2009). Die Jahresförderung betrug rund 1½ Millionen Tonnen. Der Abbau der Steinkohle geschah bei einer Teufe von 1.200 (Bereich „Heinrich-Robert“) bis 1.500 Metern (Bereich „Monopol“). Die größte Tiefe des Bergwerks lag bei 1.470 Metern. Die Länge des Streckennetzes betrug 77 Kilometer und das Grubenfeld erstreckte sich über eine Fläche von 285 Quadratkilometern (Stand 31. Dezember 2008).
Die Geschichte des Bergwerks geht bis in das Jahr 1873 zurück, als man mit dem Abteufen des Schachtes Grillo 1 der Zeche „Monopol“ in Kamen begann. Der Betrieb der Zeche „Heinrich-Robert“ begann mit den namensgebenden Schächten Heinrich und Robert im Jahr 1901.
Im Bergwerk Ost wurden zuletzt folgende Schächte betrieben:
- Schacht Heinrich (Seilfahrt- und Materialschacht)
- Schacht Robert (Hauptförderschacht)
- Schacht Sandbochum (ausziehender Wetterschacht)
- Schacht Lerche (Hauptmaterial- und Wetterschacht)
- Schacht Grimberg 2 (Seilfahrt- und Wetterschacht)
- Schacht Grillo 1 (Wasserhaltung)
- Schacht Haus Aden 2 (Wasserhaltung)

Zudem nutzte das Verbundbergwerk auch die Schächte 5 und 6 der 1990 stillgelegten Zeche Radbod, die bereits 1975 mit der Zeche Heinrich Robert durchschlägig wurde, zur Wasserhaltung und Bewetterung.
Verschiedene Schachtanlagen (Heinrich-Robert, Lerche, Haus Aden/Monopol), Fördertürme und andere Gebäude des Verbund-Bergwerkes Ost gehören zur Route der Industriekultur.

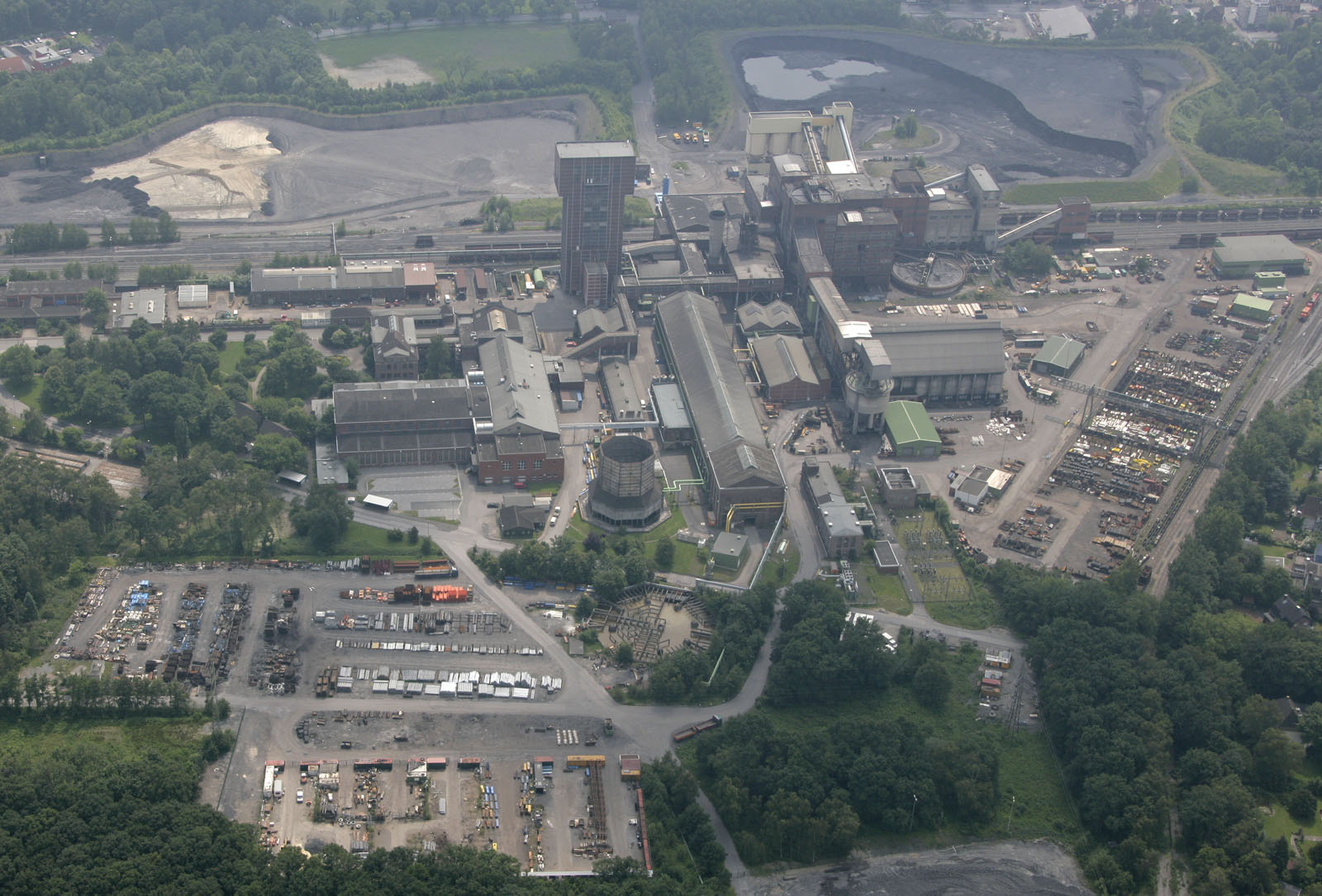
Luftbild des Bergwerk Ost, Hauptbetriebsstandort in Hamm

## Stilllegung
Am Montag, dem 9. Juni 2008, beschloss die Ruhrkohle Aktiengesellschaft, das Bergwerk Ost neun Monate später als geplant, am 30. September 2010, stillzulegen. Die kurzfristige Betriebsverlängerung sollte den Produktionsausfall des Bergwerks Saar auffangen, das nach dem Erdbeben im Februar 2008 zwei Jahre eher als geplant schließen sollte und bereits teilweise stillgelegt war. Das Hammer Bergwerk war zuletzt das einzige in Deutschland, das die hochpreisige Kokskohle förderte. Die Betriebseinstellung erfolgte aus Gründen der Wirtschaftlichkeit; die Lagerstätten sind noch nicht erschöpft: Bis in 1500 Meter Tiefe lagert noch Kohle, die für weitere 25 Jahre Abbaubetrieb gereicht hätte.
Betroffen von der Schließung waren 2500 Bergleute, die (Stand 2008) auf dem Bergwerk beschäftigt waren. Von ihnen würden nach Berechnungen des Betriebsrates 2400 als Bergleute in die Anpassung und anschließend in Rente gehen können. Nur rund 100 jüngere Beschäftigte müssten sich Arbeitsplätze in anderen Branchen suchen. Am 30. September 2010 zählte das Werk noch 1622 Bergleute; davon arbeiten rund 600 in anderen Bergwerken des Ruhrgebiets weiter; ein Teil der Belegschaft blieb zunächst in Hamm, um bis September 2011 die Abbauarbeiten durchzuführen.
Am 30. September 2010 wurde die letzte Schicht gefahren und die Kohleförderung eingestellt. Damit endete auch in Hamm die 109-jährige Geschichte des Kohlenbergbaus, die mit der Eröffnung der Schachtanlage De Wendel – später umbenannt in Zeche Heinrich-Robert und anschließend Bergwerk Ost – 1901 begonnen hatte. Im November 2010 begann man mit der Verfüllung des Schachtes Grillo 1, neun Monate später wurde auch Schacht Lerche verfüllt. Nachdem der Abbau der Untertageanlagen Ende September 2011 abgeschlossen wurde, erfolgte im darauffolgenden Monat die Übergabe des Bergwerks Ost an die Zentrale Wasserhaltung. Etwa 60 Mitarbeiter verblieben noch auf dem Bergwerk, da sie für die Wasserhaltung und die Wartung der Pumpen benötigt werden. Im Sommer 2013 erfolgte die Verfüllung der Schächte Heinrich und Robert in Hamm. Schacht Sandbochum sowie die Bergkamener Schächte Grimberg 2 und Haus Aden 2 werden bis voraussichtlich Mitte 2016 zur Wasserhaltung offen bleiben und anschließend auch verfüllt. Nach Planungen der RAG sollen bei der Verfüllung von Grimberg 2 und Haus Aden 2 jeweils drei Hohlrohre eingebaut werden, in denen künftig Tiefbrunnenpumpen für die Wasserhaltung sorgen. Insgesamt sollen später einmal am Standort Haus Aden ca. 13 Millionen m³ Grubenwasser aus den ehemaligen Zechen Monopol, Heinrich Robert, Radbod, Victoria, Preußen, Gneisenau, Kurl und Scharnhorst zu Tage gepumpt und in die Lippe eingeleitet werden. Zusätzlich sollen auch sämtliche Grubenfelder im Dortmunder Norden entwässert werden, wo bis Juni 2014 noch die Zeche Hansa für die Wasserhaltung sorgte.

## Nachnutzung
Bei der Extraschicht 2016 und 2017 war das Bergwerk Ost ein Austragungsort. Die Rückbauarbeiten auf dem Gelände begannen im Herbst 2017.
Künftig wird das Gelände unter dem Projektnamen „CreativRevier Heinrich Robert“ entwickelt.

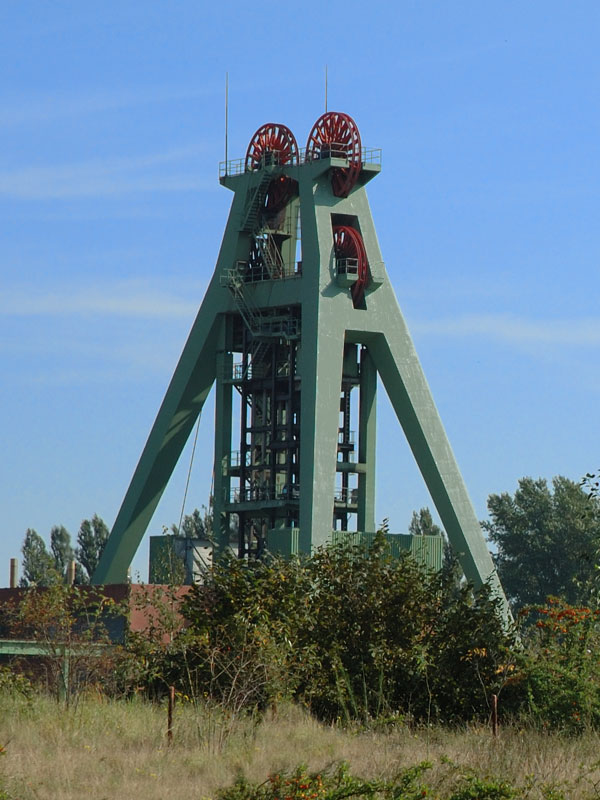
Fördergerüst der Zeche Haus Aden, Bergkamen
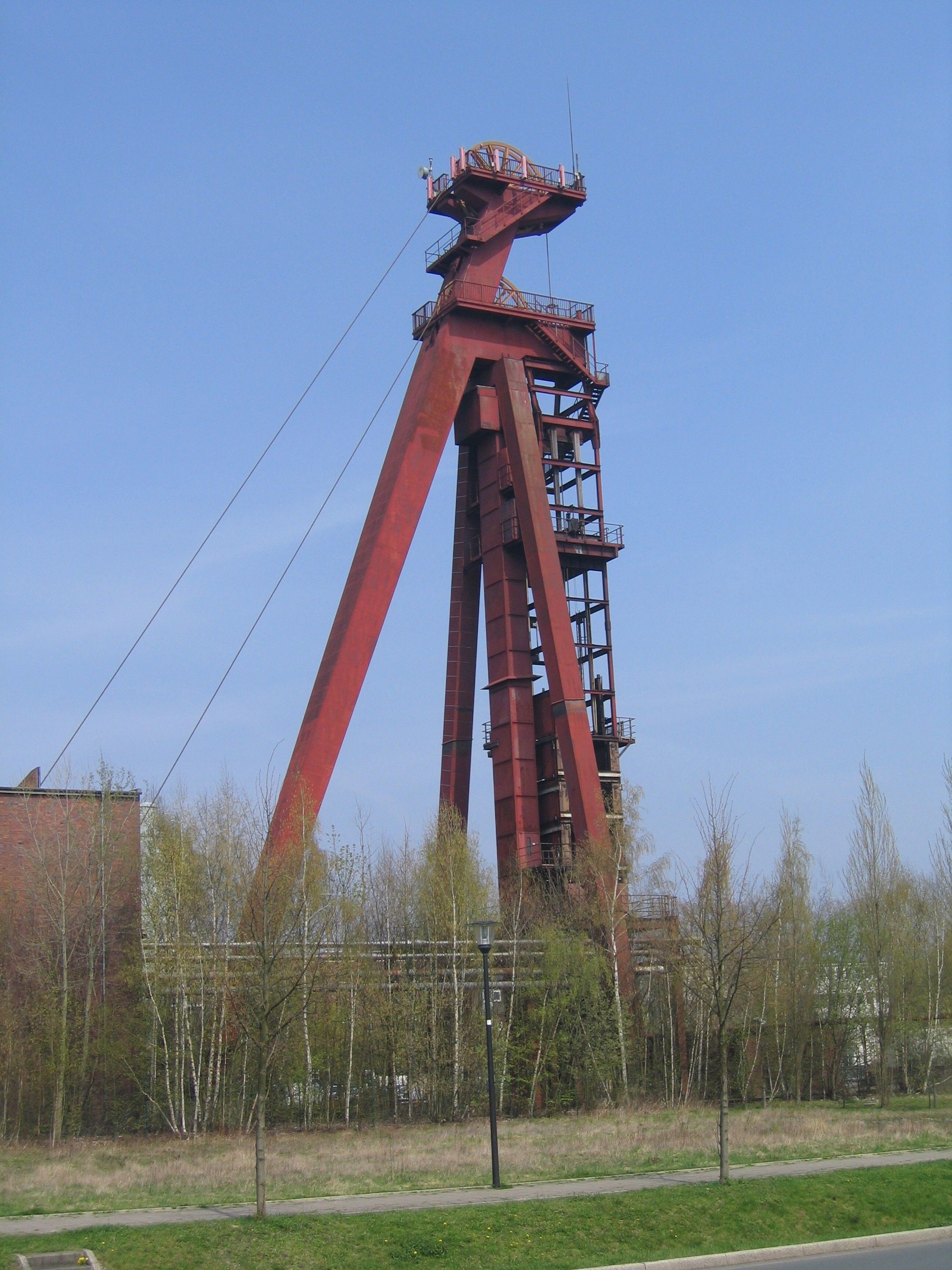
Der verbliebene Förderturm der Zeche Monopol, Kamen
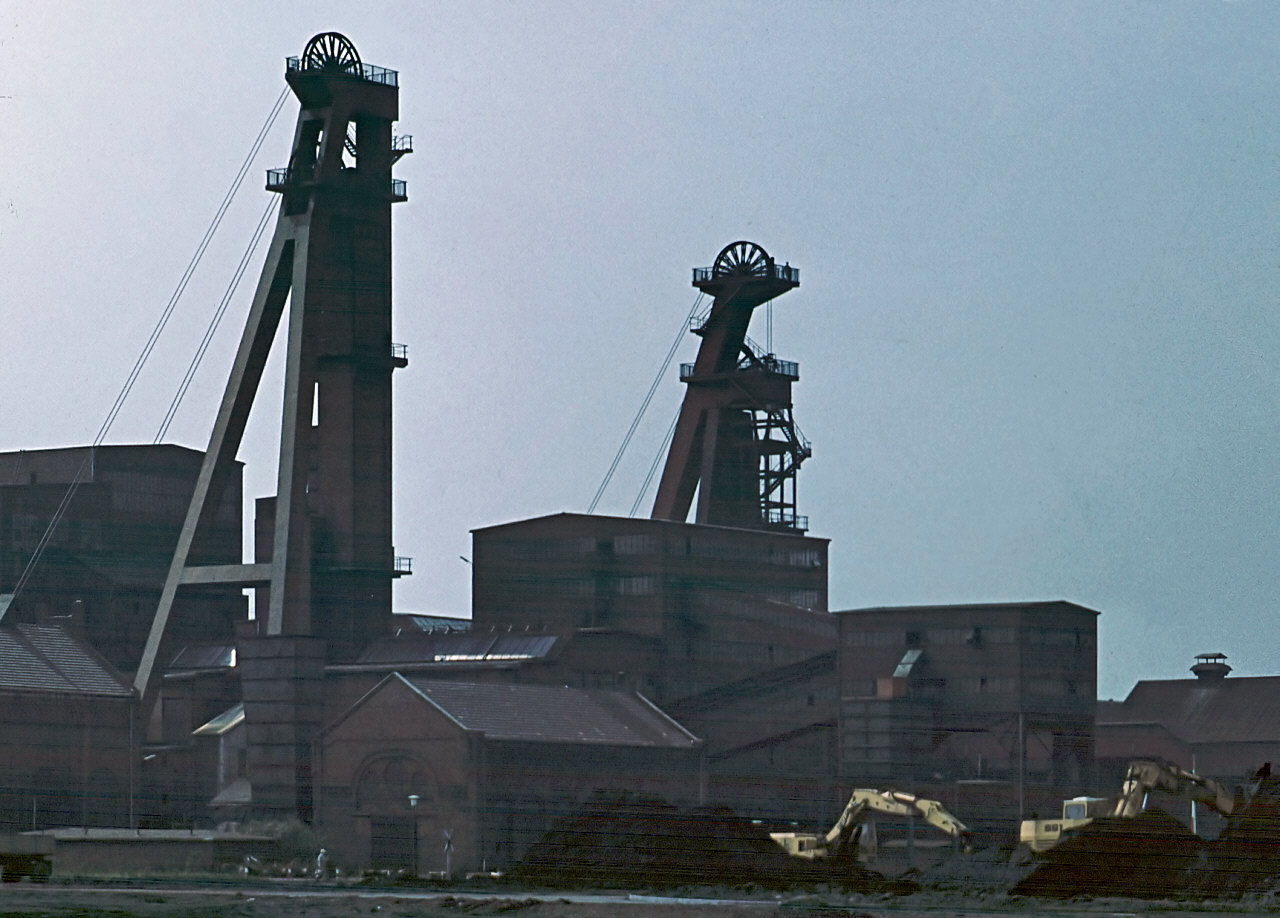
Schächte „Grillo 1/2“ in Kamen, etwa 1978
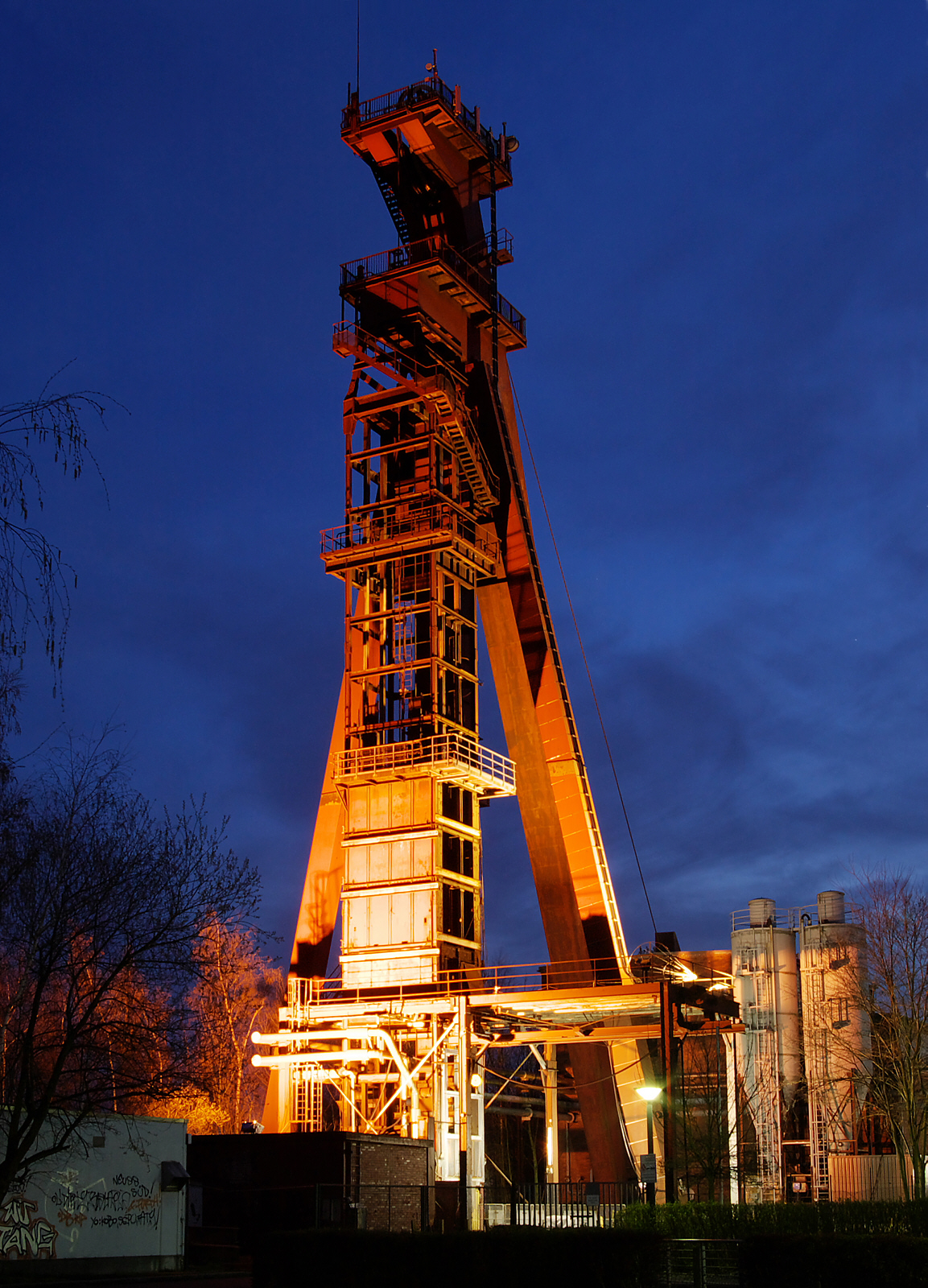
Angestrahlter Schacht Grillo 1 in den Abendstunden, 2008; Grillo 2 wurde abgerissen.
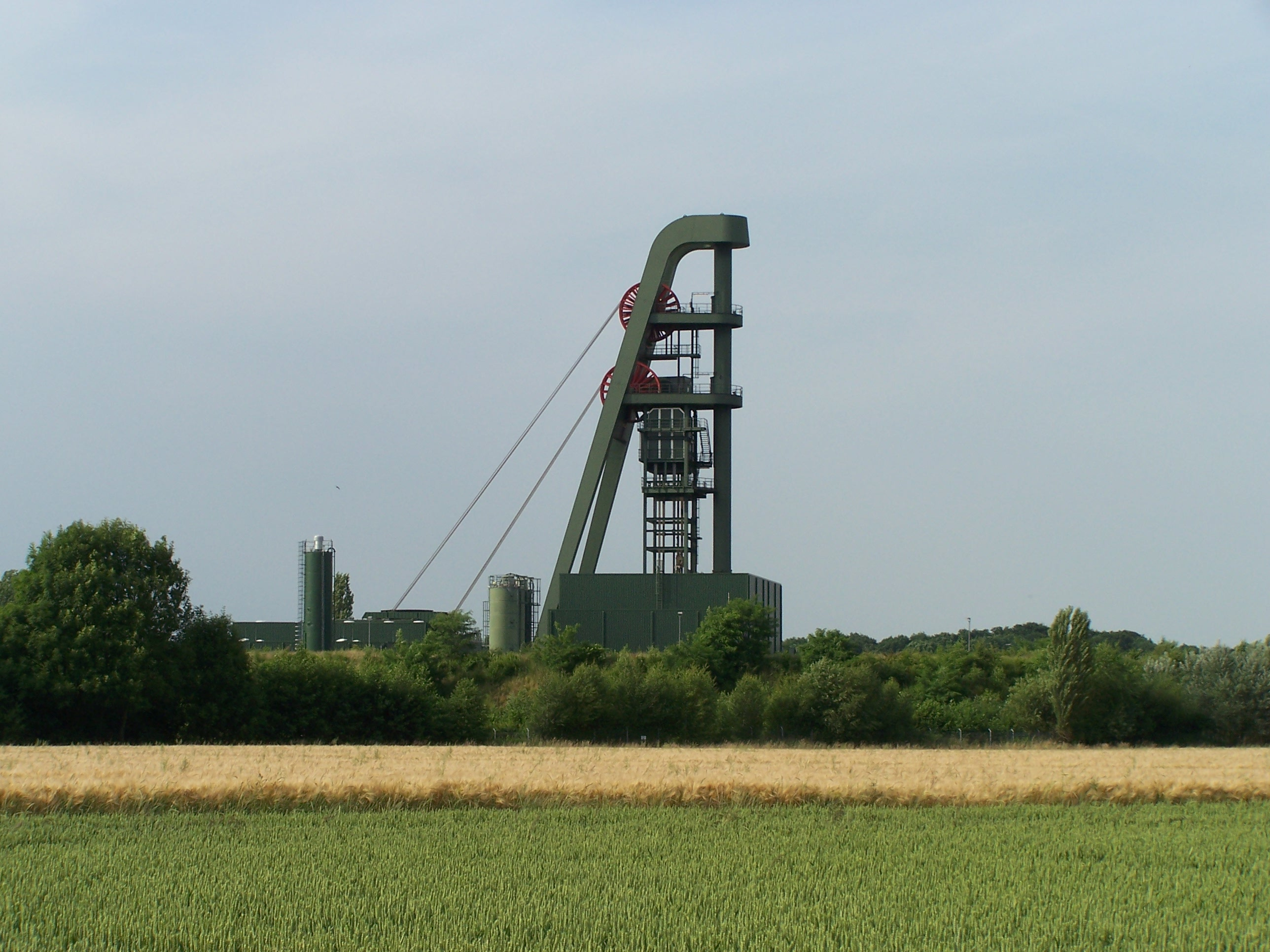
Schacht Lerche in Hamm, Material-, Wetter- und Seilfahrtschacht
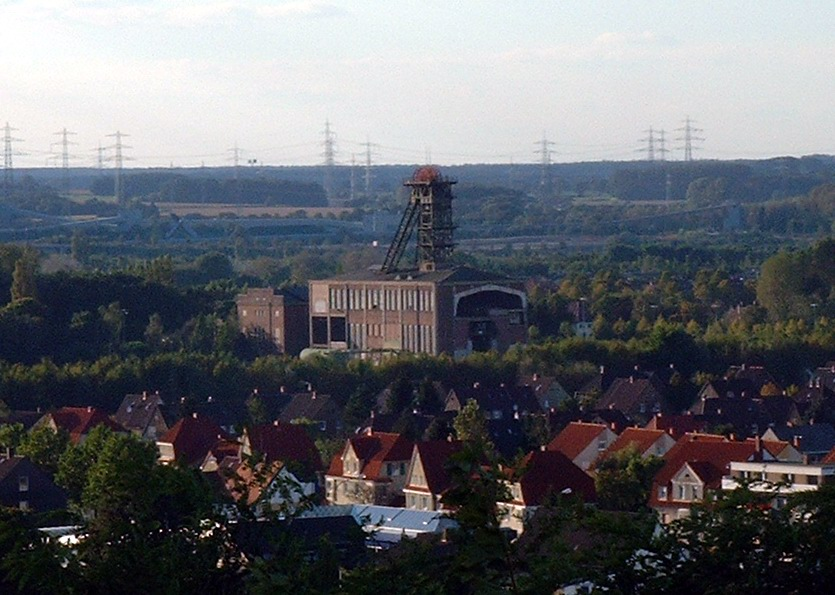
Schacht Franz in Hamm, 2003 gesprengt
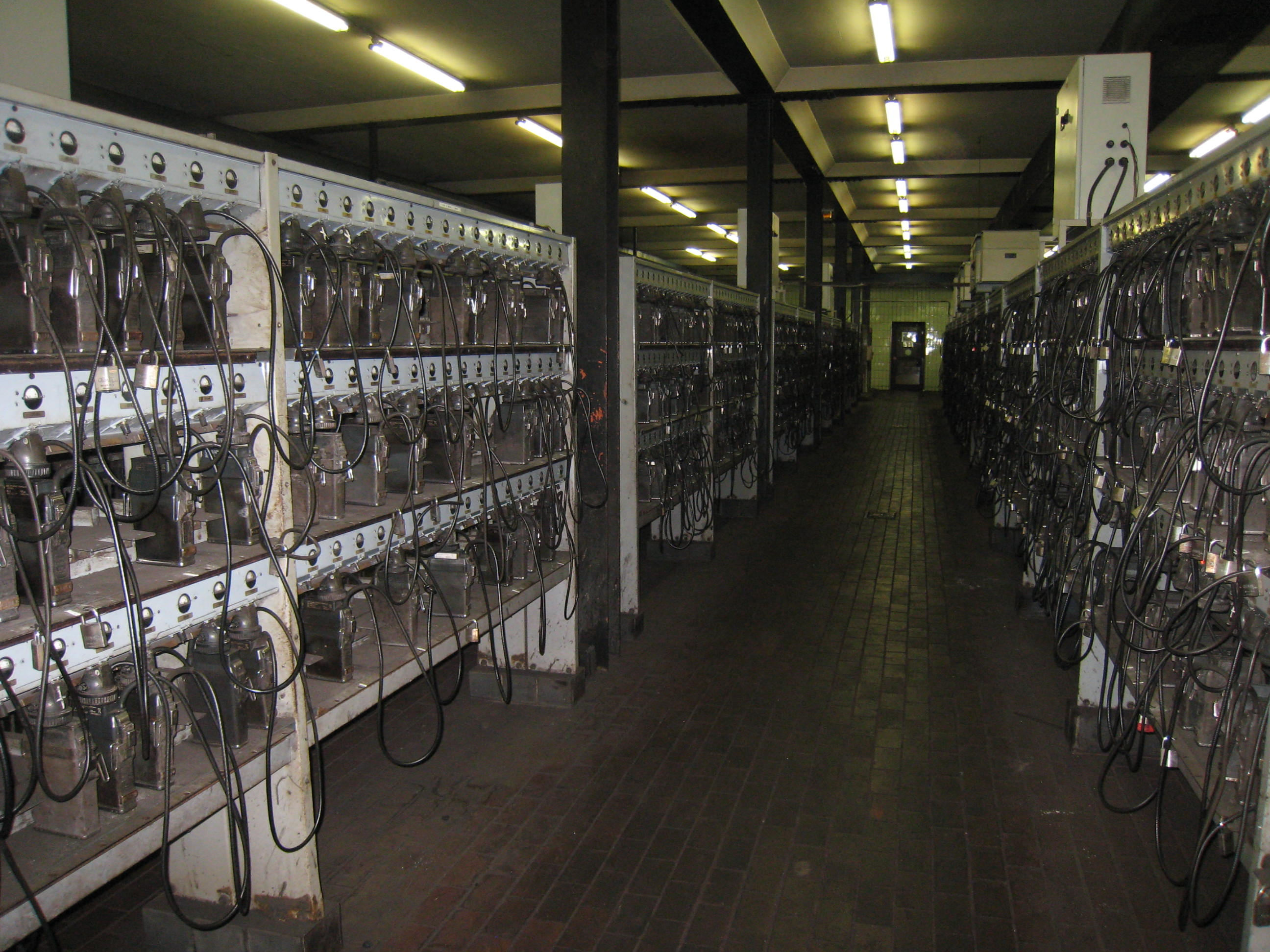
Lampenstube auf Heinrich-Robert
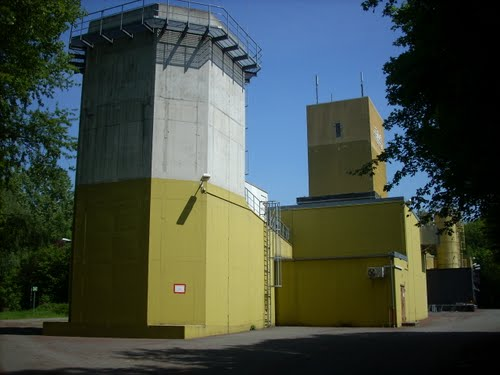
Schacht Sandbochum in Hamm
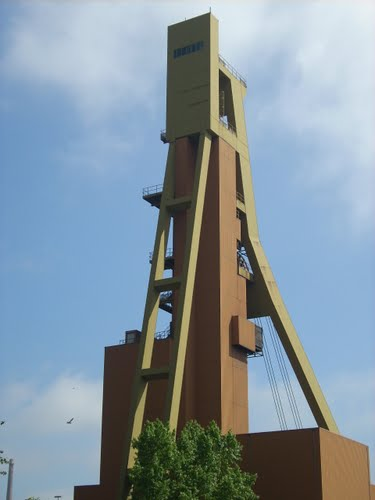
Schacht Grimberg 1/2 in Bergkamen